# Świat według Nohavicy
Świat według Nohavicy (2008) (Svět podle Nohavici) je v Polsku vydané studiové album (2CD) s překlady písní Jarka Nohavici v podání různých interpretů.
Neoficiálním supervizorem projektu a autorem většiny (29 z 31) překladů byl Antoni Muracki. Svět podle Nohavici byl podle jeho slov „přirozeným pokračováním“ Nohavicova koncertního projektu v polštině. Datum vydání alba souviselo s koncertním turné po Polsku (od 27. listopadu do 2. prosince 2008). Práce na albu trvaly téměř 3 roky. Nahrávky byly pořízeny v pěti nahrávacích studiích za účasti 21 zpěváků, 25 hudebníků a 9 aranžérů. Album získalo v Polsku status zlaté desky (4. listopadu 2009).